# Kengan Ashura
Kengan Ashura (ケンガンアシュラ) est un shōnen manga scénarisé par Yabako Sandrovich et dessiné par Daromeon, prépublié dans le magazine Ura Sunday entre avril 2012 et août 2018 et publié par l'éditeur Shōgakukan en un total de 27 volumes reliés. La version française est publiée par Meian à partir de juin 2021.
Une suite intitulée Kengan Omega (ケンガンオメガ) est prépubliée dans le même magazine depuis janvier 2019. En France, elle est également publiée par Meian depuis le 26 juin 2023.
Le manga est adapté en une série d'animation ONA de 24 épisodes produite par Larx Entertainment et diffusée sur Netflix. Une première saison est diffusée avec une première partie mise en ligne le 31 juillet 2019 et la seconde le 31 octobre 2019. La seconde saison est également diffusée en deux parties, avec une première sortie en septembre 2023 et un final en août 2024.

## Synopsis
Tokita, surnommé Ashura, est un combattant doté d'une puissance extraordinaire conférée par son style « Niko ». Il participe à une série de combats organisés pour assouvir le plaisir de dirigeants de grandes entreprises.

## Personnages
Ohma Tokita (十鬼蛇 王馬, Tokita Ōma)
Voix japonaise : Tatsuhisa Suzuki, voix française : Benjamin Pascal
Tokita Ohma (十と鬼き蛇た 王おう馬ま, Tokita Ōma ; "Ohma Tokita"), également connu sous le nom d'Ashura (阿ア修シュ羅ラ), est un homme qui aime se battre. Il est entré dans l'Association Kengan, combattant pour le Groupe Nogi. Pendant le tournoi d'annihilation Kengan, Ohma s'est battu pour Yamashita Trading Co. avec Kazuo Yamashita comme employeur. Deux ans plus tard, il entra au tournoi de l'Association Kengan VS Purgatoire en tant que représentant de l'Association Kengan.
Kazuo Yamashita (山下 一夫, Yamashita Kazuo)
Voix japonaise : Chō, voix française : Philippe Ariotti
Yamashita Kazuo (山やま下した 一かず夫お ; "Kazuo Yamashita") est un ancien employé du département des deuxièmes ventes de Nogi Publishing. Il a fini par devenir le manager de  Ohma Tokita pour les matchs  Kengan et a ensuite été entraîné à devenir membre de la Kengan Association afin qu'Ohma puisse gagner une place dans le tournoi d'annihilation  Kengan. Il est actuellement PDG de Yamashita Trading Co., une société liée à l'Association Kengan.
Hideki Nogi (乃木 英樹, Nogi Hideki)
Voix japonaise : Jōji Nakata, voix française : Antoine Tomé
Nogi Hideki (乃木 英樹, Nogi Hideki ; "Hideki Nogi") est le PDG de Nogi Group et l'actuel président de l'Association Kengan.
Kaede Akiyama (秋山 楓, Akiyama Kaede)
Voix japonaise : Yumi Uchiyama, voix française : Marie Zidi
Akiyama Kaede (秋あき山やま 楓かえで) est une secrétaire travaillant pour Yamashita Kazuo chez Yamashita Trading Co. Elle travaillait auparavant sous Nogi Hideki au Nogi Group.
Lihito (理人, Rihito)
Voix japonaise : Hayato Kaneko, voix française : Romain Altché
Lihito (理り人ひと, Rihito), également connu sous le nom de surhomme (超ちょう人ぢん, Chōjin), est le président de l'entrepôt frigorifique super congelé et un combattant affilié au sein des matchs  Kengan. Il a été le premier combattant-président de l'histoire de l' Association Kengan. Deux ans plus tard, Lihito a été choisi comme l'un des 13 représentants de l'Association Kengan dans le tournoi  Association Kengan VS Purgatoire.
Jun Sekibayashi (関林 ジュン, Sekibayashi Jun)
Voix japonaise : Tetsu Inada, voix française : Philippe Valmont
Sekibayashi Jun (関せき林ばやし ジュン, Sekibayashi Jun; "Jun Sekibayashi"), également connu sous le nom d'ange de l'enfer (獄ごく天てん使し, Goku Tenshi), est un célèbre catcheur Super Japan Pro ainsi qu'un combattant affilié au sein des matchs  Kengan. Il a représenté Gandai dans le tournoi d'annihilation  Kengan.
Cosmo Imai (今井 コスモ, Imai Kosumo)
Voix japonaise : Junya Enoki
Imai Cosmo (今いま井い コスモ, Imai Kosumo), également connu sous le nom de Roi des étrangleurs (絞こう殺さつ王おう, Kōsatsu-ō), est l'un des combattants affiliés employés par les services de sécurité de Nishihonji. Il a représenté les services de sécurité de Nishihonji lors du tournoi d'annihilation Kengan.
Setsuna Kiryū (桐生 刹那, Kiryū Setsuna)
Voix japonaise : Daisuke Namikawa, voix française : Stanislas Forlani
Kiryu Setsuna (桐き生りゅう 刹せつ那な, Kiryū Setsuna ; "Setsuna Kiryu"), également connu sous le nom de La Belle Bête (美び獣じゅう, Bijū), est un individu mystérieux dont l'histoire est étroitement liée à celle de  Ohma Tokita. Il était le combattant affilié du Koyo Academy Group lors du dernier tournoi d'annihilation  Kengan. Deux ans après le tournoi, il réapparaît soudainement en interaction avec Gaoh Ryuki.

## Manga
La parution de Kengan Ashura débute le 18 avril 2012 dans le magazine shōnen en ligne Ura Sunday de l'éditeur Shōgakukan et l'application mobile MangaONE,,. La série se termine le 9 août 2018.
La série est publiée au Japon par Shōgakukan en un total de 27 volumes reliés sortis entre 2012 et 2019. Un « tome 0 » est publié le 8 janvier 2016 en version limitée accompagné d'un CD drama  (ISBN 978-4-09-941866-3) et le 12 janvier 2016 en version normale  (ISBN 978-4-09-127010-8). La version française est publiée par Meian avec les quatre premiers tomes prévus pour juin 2021.
Une suite intitulée Kengan Omega (ケンガンオメガ) se déroulant deux ans après les événements de la première série est également prépubliée dans le Ura Sunday depuis le 17 janvier 2019.

### Liste des volumes
| no | Japonais          | Japonais          | Français         | Français          |
| no | Date de sortie    | ISBN              | Date de sortie   | ISBN              |
| -- | ----------------- | ----------------- | ---------------- | ----------------- |
| 1  | 18 décembre 2012  | 978-4-09-124110-8 | 9 juin 2021      | 978-2-38275-223-4 |
| 2  | 18 janvier 2013   | 978-4-09-124237-2 | 9 juin 2021      | 978-2-38275-224-1 |
| 3  | 18 avril 2013     | 978-4-09-124332-4 | 9 juin 2021      | 978-2-38275-225-8 |
| 4  | 17 mai 2013       | 978-4-09-124334-8 | 9 juin 2021      | 978-2-38275-226-5 |
| 5  | 18 septembre 2013 | 978-4-09-124417-8 | 18 août 2021     | 978-2-38275-227-2 |
| 6  | 18 octobre 2013   | 978-4-09-124531-1 | 18 août 2021     | 978-2-38275-228-9 |
| 7  | 18 février 2014   | 978-4-09-124600-4 | 18 août 2021     | 978-2-38275-229-6 |
| 8  | 16 mai 2014       | 978-4-09-124691-2 | 18 août 2021     | 978-2-38275-230-2 |
| 9  | 18 août 2014      | 978-4-09-125234-0 | 20 octobre 2021  | 978-2-38275-231-9 |
| 10 | 17 octobre 2014   | 978-4-09-125478-8 | 20 octobre 2021  | 978-2-38275-232-6 |
| 11 | 9 janvier 2015    | 978-4-09-125709-3 | 20 octobre 2021  | 978-2-38275-233-3 |
| 12 | 10 avril 2015     | 978-4-09-126056-7 | 20 octobre 2021  | 978-2-38275-234-0 |
| 13 | 12 juin 2015      | 978-4-09-126184-7 | 22 décembre 2021 | 978-2-38275-235-7 |
| 14 | 9 octobre 2015    | 978-4-09-126588-3 | 22 décembre 2021 | 978-2-38275-236-4 |
| 15 | 11 mars 2016      | 978-4-09-127082-5 | 22 décembre 2021 | 978-2-38275-237-1 |
| 16 | 10 juin 2016      | 978-4-09-127300-0 | 22 décembre 2021 | 978-2-38275-238-8 |
| 17 | 9 septembre 2016  | 978-4-09-127434-2 | 17 mars 2022     | 978-2-38275-239-5 |
| 18 | 19 décembre 2016  | 978-4-09-127465-6 | 17 mars 2022     | 978-2-38275-240-1 |
| 19 | 10 février 2017   | 978-4-09-127519-6 | 17 mars 2022     | 978-2-38275-241-8 |
| 20 | 12 juin 2017      | 978-4-09-127633-9 | 17 mars 2022     | 978-2-38275-242-5 |
| 21 | 18 août 2017      | 978-4-09-127757-2 | 19 mai 2022      | 978-2-38275-243-2 |
| 22 | 19 octobre 2017   | 978-4-09-128007-7 | 19 mai 2022      | 978-2-38275-244-9 |
| 23 | 12 décembre 2017  | 978-4-09-128041-1 | 19 mai 2022      | 978-2-38275-245-6 |
| 24 | 12 avril 2018     | 978-4-09-128267-5 | 19 mai 2022      | 978-2-38275-246-3 |
| 25 | 12 juillet 2018   | 978-4-09-128440-2 | 22 juillet 2022  | 978-2-38275-247-0 |
| 26 | 19 octobre 2018   | 978-4-09-128700-7 | 22 juillet 2022  | 978-2-38275-248-7 |
| 27 | 19 février 2019   | 978-4-09-128839-4 | 22 juillet 2022  | 978-2-38275-249-4 |

## Série d'animation

Logo international de l'anime sur Netflix.

En janvier 2015, Ura Sunday lance un sondage afin de laisser les lecteurs choisir quelle série du magazine devrait recevoir une adaptation en anime. En mai 2015, Kengan Ashura est sélectionné avec  2,3 millions de votes sur 9 millions au total. Le 7 décembre 2017, il est annoncé que l'anime est toujours en cours de développement, et le 23e volume révèle le 12 décembre 2017 qu'il s'agira d'une série télévisée. Le réalisateur Seiji Kishi, le scénariste Makoto Uezu, le studio de production Larx Entertainment, le chara-designer Kazuaki Morita et le compositeur Yasuharu Takanashi sont annoncés le 22 mars 2018. La première mondiale de la série a lieu à Anime Expo le 7 juillet 2018, puis la série est diffusée au cinéma Tōhō de Roppongi Hills le 27 janvier 2019. Les douze premiers épisodes de la série sont diffusés sur Netflix le 31 juillet 2019 et les douze derniers épisodes le 31 octobre 2019,,.
Le générique d'ouverture, king & Ashley, est interprété par My First Story et le générique de fin Born This Way par BAD HOP,.

### Liste des épisodes
| No | Titre de l’épisode en français | Titre original de l’épisode | Date de 1re diffusion |
| -- | ------------------------------ | --------------------------- | --------------------- |
| 1  | Les combats Kengan             | 拳願 Kengan                 | 31 juillet 2019       |
| 2  | Le surhomme                    | 超人 Chōjin                 | 31 juillet 2019       |
| 3  | L'ange de l'enfer              | 強者 Kyōsha                 | 31 juillet 2019       |
| 4  | Les retrouvailles              | 再会 Saikai                 | 31 juillet 2019       |
| 5  | La bagarre                     | 乱戦 Ransen                 | 31 juillet 2019       |
| 6  | L'attaque surprise             | 暗躍 An'yaku                | 31 juillet 2019       |
| 7  | La dernière nuit               | 前夜 Zen'ya                 | 31 juillet 2019       |
| 8  | Le début du tournoi            | 開戦 Kaisen                 | 31 juillet 2019       |
| 9  | Au nom de la justice           | 正義 Seigi                  | 31 juillet 2019       |
| 10 | Pour ma sœur                   | 兄妹 Kyōdai                 | 31 juillet 2019       |
| 11 | Ashura                         | 修羅 Shura                  | 31 juillet 2019       |
| 12 | Père et fils                   | 父子 Fushi                  | 31 juillet 2019       |
| 13 | Convictions                    | 信念 Shin'nen               | 31 octobre 2019       |
| 14 | Le maître et l'élève           | 師弟 Shitei                 | 31 octobre 2019       |
| 15 | Le pêcheur                     | 漁師 Ryōshi                 | 31 octobre 2019       |
| 16 | Le Rakshasa                    | 羅刹 Rasetsu                | 31 octobre 2019       |
| 17 | La lance du diable             | 魔槍 Masō                   | 31 octobre 2019       |
| 18 | Étrangetés                     | 異常 Ijō                    | 31 octobre 2019       |
| 19 | La volonté                     | 意地 Iji                    | 31 octobre 2019       |
| 20 | Les champions                  | 王者 Ōja                    | 31 octobre 2019       |
| 21 | L'abysse                       | 深淵 Shin'en                | 31 octobre 2019       |
| 22 | Combat à mort                  | 死合 Shia                   | 31 octobre 2019       |
| 23 | Le diable                      | 魔人 Majin                  | 31 octobre 2019       |
| 24 | Père                           | 親父 Oyaji                  | 31 octobre 2019       |